# Nava
Nava là một đô thị thuộc bang Coahuila, México. Năm 2005, dân số của đô thị này là 25856 người.